# Renzo Burini
Renzo Burini (Palmanova, 10 de octubre de 1927-Milán, 25 de octubre de 2019) fue un futbolista y entrenador retirado italiano. 

## Carrera deportiva
Jugó durante doce temporadas (330 partidos y 123 goles) en la Serie A por el AC Milan y el SS Lazio.
Burini fue recordado por los seguidores del Lazio por su contribución para ganar el primer gran trofeo para el club (la Copa de Italia en 1958) y dos juegos del Derby de la Capital contra la Roma (la victoria por 3-1 en 1955, donde anotó en dos ocasiones y el partido de 1958, donde anotó un gol y dio un pase a Selmosson para la victoria por 2-1).
Debutó para la Selección de fútbol de Italia el 8 de abril de 1951 en un partido contra Portugal, anotando en su debut.

## Honores
- Copa de Italia ganador: 1958.
- Representó a Selección de fútbol de Italia en los Juegos Olímpicos de 1948.
- Entre los 10 mejores anotadores en la Serie A por 3 temporadas: 1949/50, 1951/52, 1952/53.

## Trayectoria
| Club     | País   | Año       |
| -------- | ------ | --------- |
| AC Milan | Italia | 1947-1953 |
| SS Lazio | Italia | 1953-1959 |
| Cesena   | Italia | 1959-1962 |